# Muelle de mineral de la compañía Riotinto
El muelle de mineral de la compañía Riotinto es un muelle-embarcadero comercial del material procedente de las minas de la Compañía Minera Rio Tinto Company Limited. Está situado sobre el río Odiel, en la ciudad de Huelva, España. Es conocido popularmente como el «Muelle de Riotinto» o «Muelle del Tinto» al tomar parte del nombre de la compañía concesionaria. En la actualidad está en desuso pero es visitable como lugar de paseo o de pesca. 
Fue declarado Bien de Interés Cultural en 2003.

## Historia
«Sobre el ancho paisaje fluvial, silencioso y cristalino, que convierte a Estuaria en singularísima población lacustre, se levantan en el arcén de la ría unos muelles férreos y monstruosos donde empiezan a sumarse los millones de la gran empresa nordetana explotadora del país: cargueros con grúas de mandíbula y de imanes, transbordadores y viaductos, insisten en las marismas con formidables plataformas apoyadas en vigas de celosía y columnas de fundición».
 Concha Espina. "El metal de los muertos".

La compra de las explotaciones mineras por la Río Tinto Company Limited (RTC) en 1873 y su implantación en Huelva supuso un cambio trascendental para la provincia: activó su desarrollo y especialmente el de su capital, que pasó de ser un pueblo pesquero a convertirse en la capital mundial de la exportación del mineral de cobre, por lo que la necesidad de nuevas infraestructuras propició la ejecución de obras como la presente. El ingente tránsito de materiales desde la cuenca minera de Huelva hasta la capital favoreció la construcción, 16 meses antes, de una línea de ferrocarril de más de 84 kilómetros que terminaba en el puerto de la ciudad.

Construido entre los años 1874 y 1876 para poder cargar en el puerto de Huelva el mineral extraído de las Minas de Riotinto, situadas al norte de la provincia de Huelva, se encuentra en el extremo suroccidental de la ciudad, al sur del Muelle de Levante, con un total de 1165 metros de longitud en parte sobre el río Odiel (unos 500 metros) y parte sobre tierra. Constituye el punto final del trazado del ferrocarril que desde las minas transportaba el mineral hasta la ciudad. Se construyó sobre terrenos rellenados, en la marisma, por la compañía minera junto al estero de Las Metas y a orillas del río Odiel por los ingenieros ingleses Sir George Barclay Bruce y Thomas Gibson. 

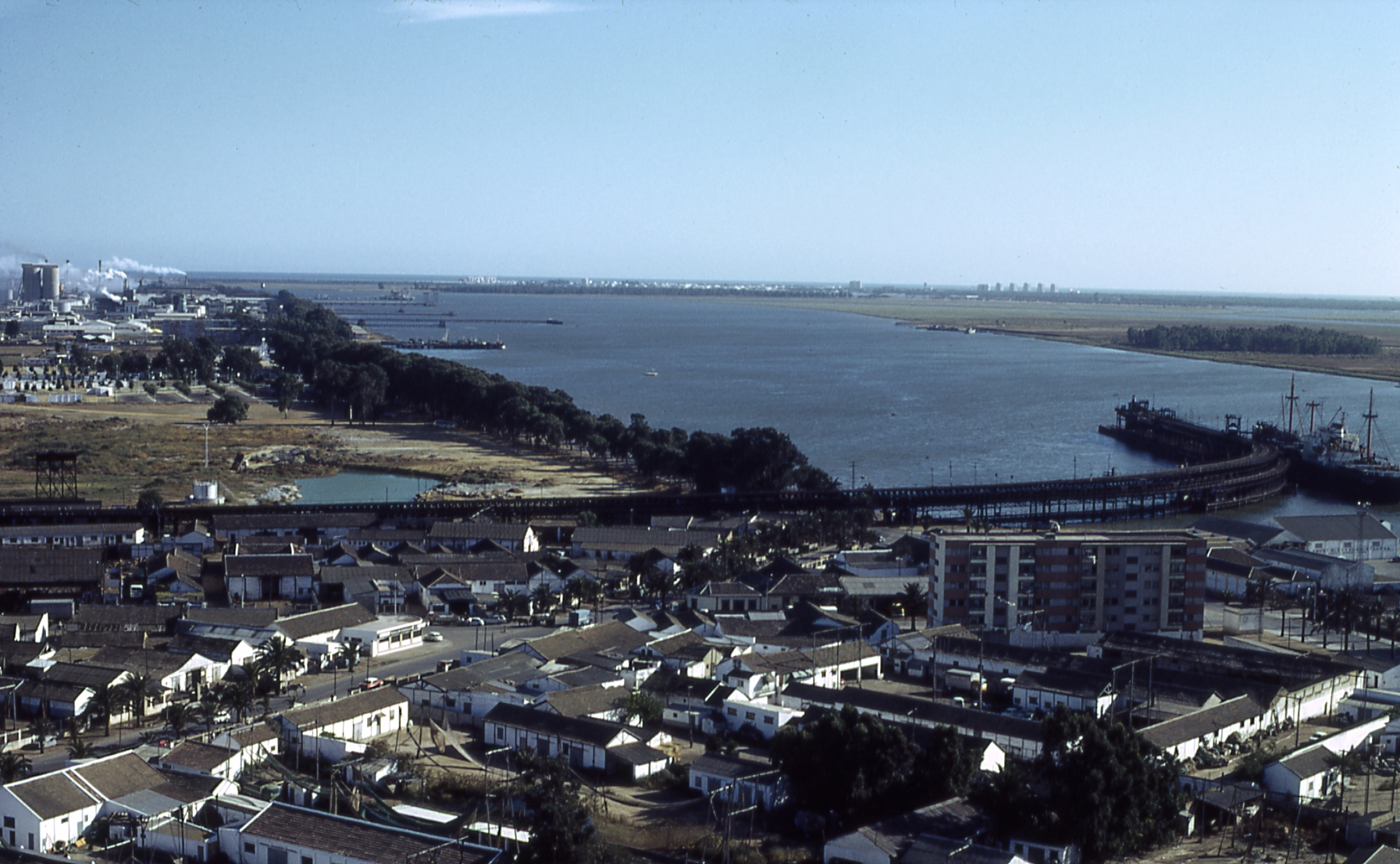
Vista general de Huelva y el muelle-embarcadero de Riotinto en 1971.

Prolonga la línea férrea de Riotinto desde la estación de la compañía en Huelva y enlaza con la estación de MZA, posteriormente de RENFE. Desde la primera estación partía un tramo de 238 metros sobre un terraplén de tierra con vía única cimentada sobre hormigón y ladrillo; a continuación, durante 225 metros, se elevaba sobre un viaducto de madera sobre pórticos pareados. A partir de este punto se alzaba sobre grupos de dobles hileras de cuatro pilares de fundición (30 grupos o 60 hileras de cuatro pilares). Al adentrarse en el río se mantiene unos 200 metros en dirección ortogonal a la orilla para formar después una amplia curva de 200 metros de radio y culminar en un nuevo tramo recto orientado en el sentido de la corriente y las mareas (unos 170 metros). En total este tramo metálico tenía 577,6 m (en 1974 se destruyeron unos 50 metros del mismo). Sobre este tramo recto final se situaba hasta 1990 el embarcadero de madera con estructura separada de la metálica y una longitud aproximada de 200 metros.
Tipológicamente es un ejemplo de arquitectura o ingeniería industrial y, concretamente, un muelle ferroviario de usos múltiples. Su principal utilidad, que justificó su construcción, fue la de ser cargadero de mineral de cobre, y para ello adoptó el avanzado sistema de embarque por gravedad, pero, además, fue muelle de mercancías posibilitando la carga y descarga de las mismas mediante grúas.
El muelle de la Compañía de Río Tinto, o «muelle del Tinto» como es conocido en Huelva a pesar de que está a orillas del río Odiel, tenía dos plataformas. Por la plataforma superior circulaban los trenes de minerales y por la inferior los de mercancías. Según el punto de su recorrido existían una, dos o tres vías férreas en sus distintos niveles. La primera parte elevada del muelle, aún en tierra, está realizada por completo en madera con pies derechos y vigas de gran sección arriostradas diagonalmente formando pórticos que se agrupan de dos en dos (veinte pares, siete de ellos de mayor anchura con tres vanos). Sobre las jácenas de estos pórticos descansan zapatas y durmientes que reciben la carga de las largas vigas longitudinales; sobre estas últimas apoyaban los raíles y se clavaba la tablazón del firme que a su vez se cubría con balasto.
Existen numerosos ángulos y pletinas metálicos de unión de los diferentes elementos estructurales de madera y algunos tirantes, vigas y pilares metálicos añadidos en diferentes momentos para reparar y reforzar zonas de este tramo. Aunque fue desprovisto de todos sus componentes de madera, grúas, etc. y especialmente de todas las vigas de madera que componían su armazón original, la restauración acometida le ha devuelto todo su esplendor. Esta madera era de pino tea embreado y pino rojo del Báltico. Sus columnas son de fundición y la característica que distingue a este muelle de los otros de su época consiste en que su cimentación se hizo sobre plataformas de madera asentadas en el fondo de la ría.
Se mantuvo en servicio hasta el año 1975, cuando a partir del mes de mayo los buques comenzaron a utilizar una nueva instalación en el cercano puerto de Huelva, estimándose que durante los años de funcionamiento se embarcaron desde él más de 150 millones de toneladas de mineral. Pocos años después fue dividido en dos para que pudiera pasar una carretera paralela a la ría. Durante los cinco años siguientes quedó abandonado, por lo que su deterioro fue ostensible a lo largo de esos años.
Al igual que sucedió con el cargadero del Cable Inglés en 1998, fue declarado Bien de Interés Cultural en 2003.

## Rehabilitación

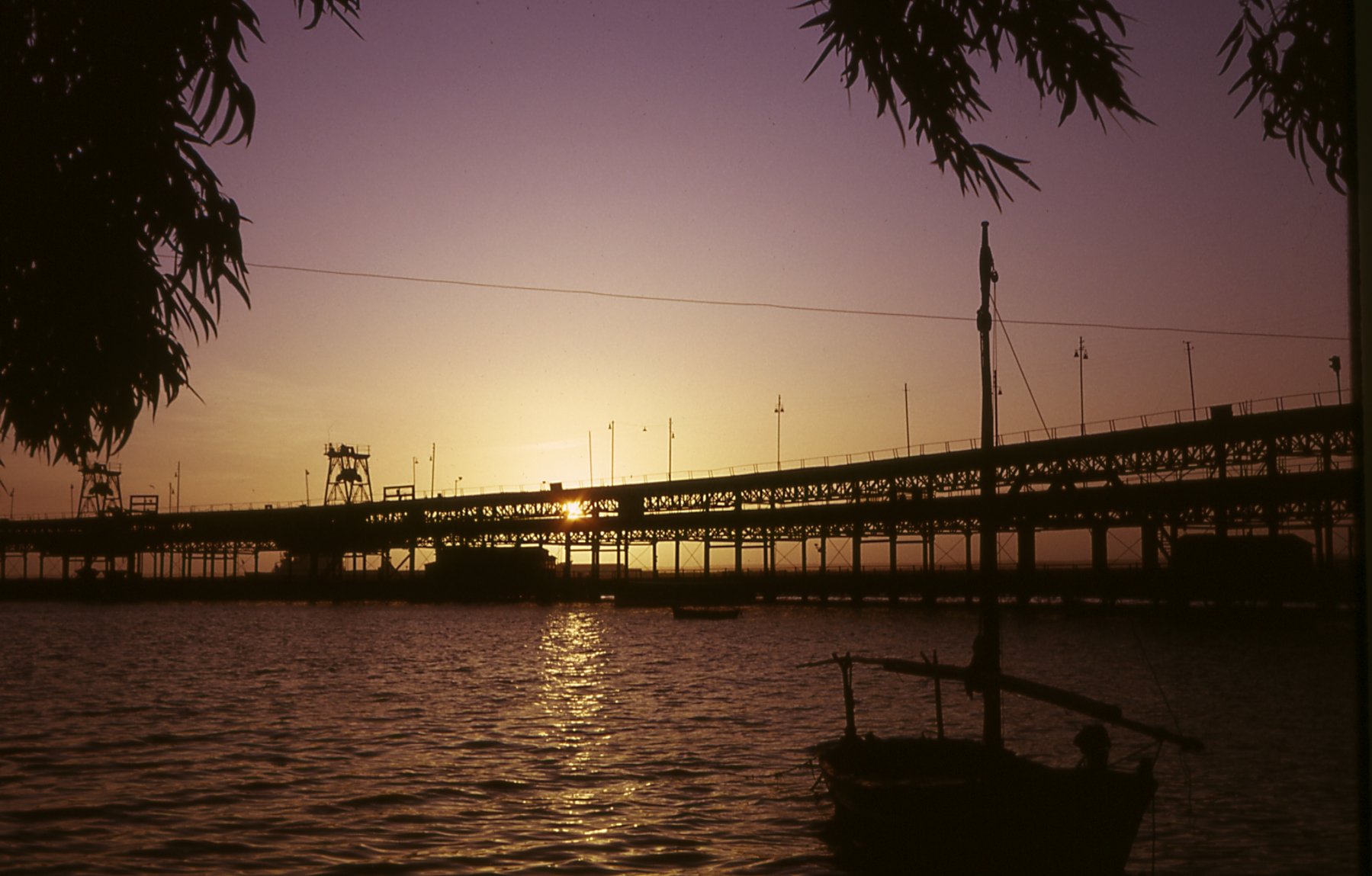
El muelle durante un atardecer.

En 1980 se celebró un concurso de ideas para su reutilización como muelle y embarcadero pero nunca fue llevado a la práctica, sobre todo porque existían instalaciones mucho mayores y más modernas en el Puerto de Huelva. Ya en 1990 se proyectó por fin una primera rehabilitación que permitió contrarrestar parte de los daños sufridos en el tramo de agua con el paso de los años. Pero la rehabilitación principal no se acometió hasta 2006, cuando fue objeto de una cuidadosa rehabilitación en sus dos tramos a cargo tanto del Ayuntamiento de la ciudad como del Ministerio de Fomento de España y que acabó en su primera fase en febrero de 2007 con una inversión de 14 millones de euros. Esa rehabilitación quedaría completa a partir de que se acondicionara el paseo marítimo en la zona del muelle a cargo de la Autoridad Portuaria de Huelva. 
En julio de 2025, se reconstruyó sobre la carretera de la Avenida del Decano del Fútbol Español una nueva fase para unir ambos segmentos. Para esta reforma no se optó por realizar una réplica original, destacando así el carácter de nueva intervención y permitiendo el paso por debajo del tráfico rodado.

## Como localización cinematográfica
El muelle aparece en una escena de la película española El corazón de la tierra. En ella la Guardia Civil arroja al agua desde él los cadáveres de los fallecidos en una carga contra manifestantes en Riotinto (la manifestación existió, lo que no es verdad es que tiraran los cadáveres en el muelle). El único elemento rodado real es el propio muelle, en el que se encuentra parado un tren, que fue realizado mediante infografía. También aparece en la serie de la televisión pública TVE Operación Barrio Inglés ambientada en la Huelva de los años 1940.

## Imágenes
Fotografías del muelle en distintos momentos del día y de su infraestructura.

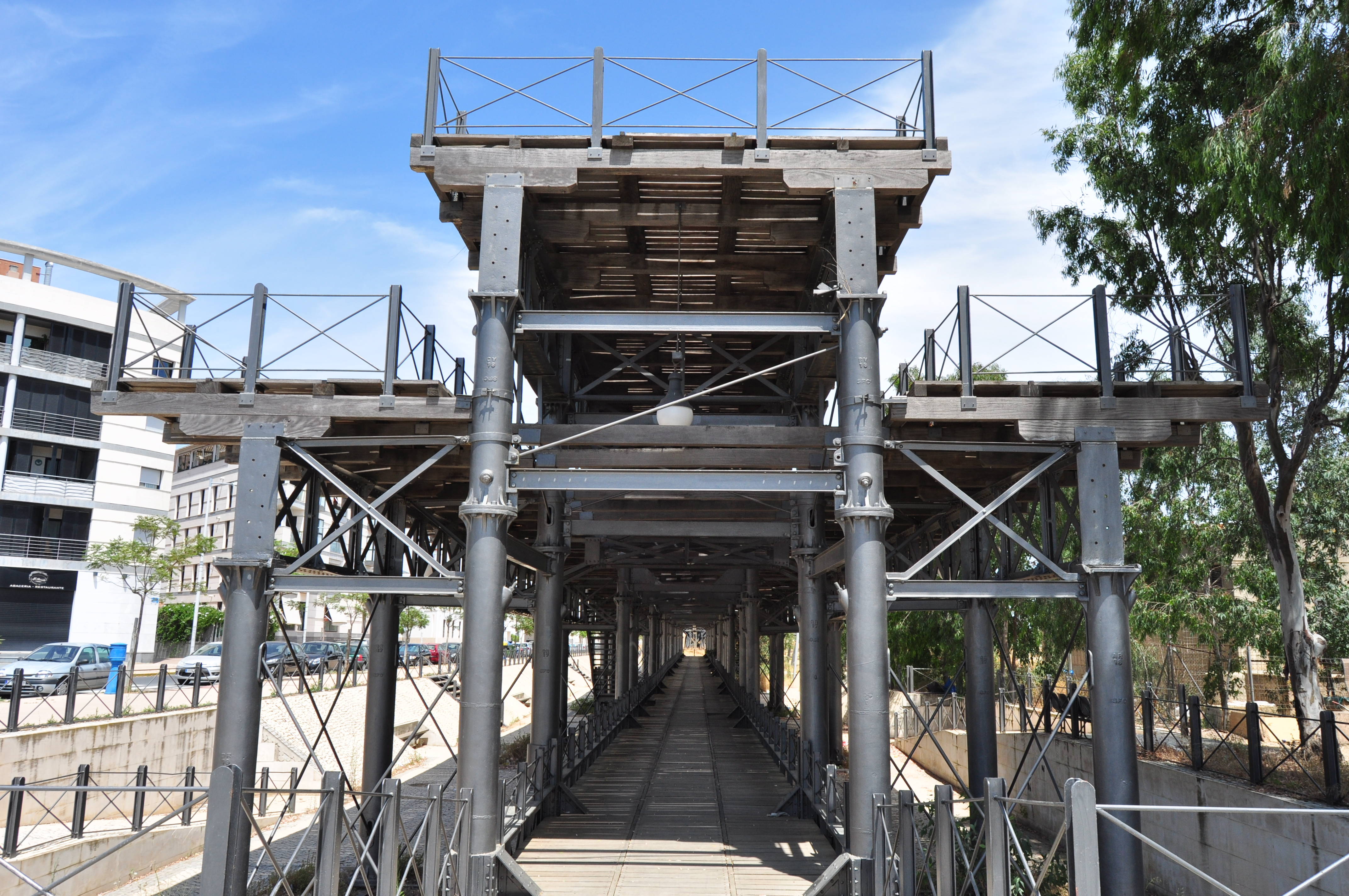
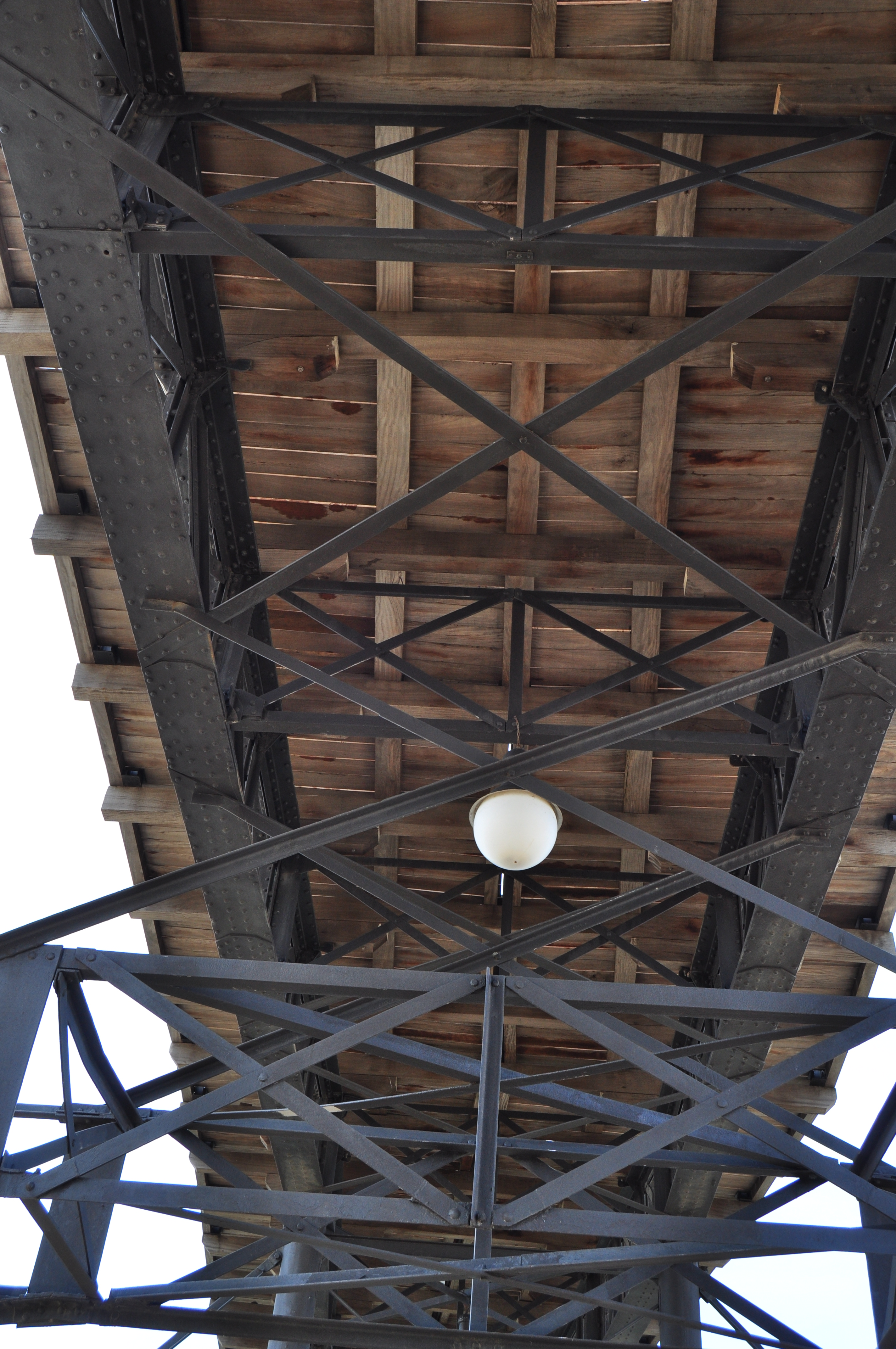
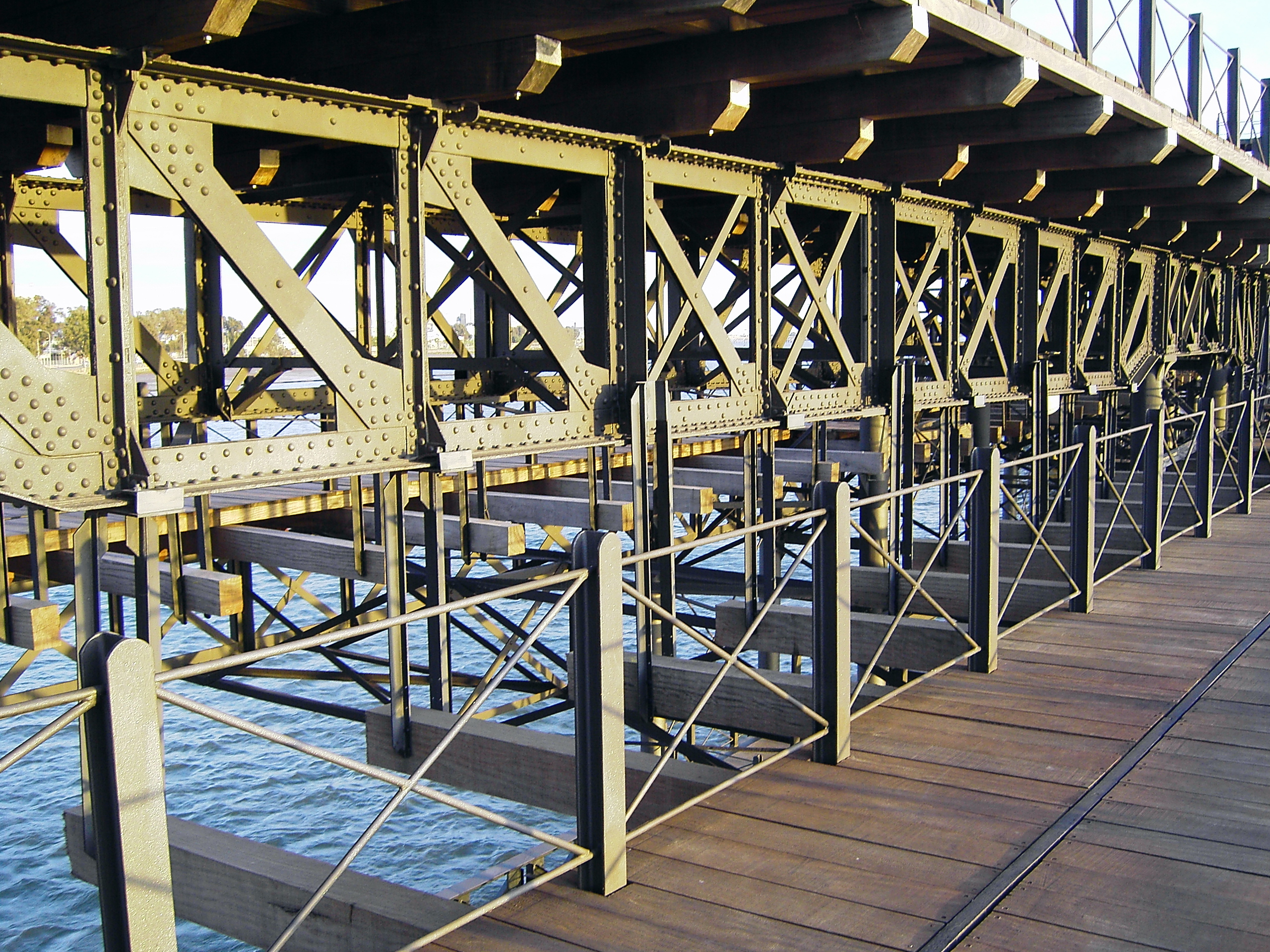
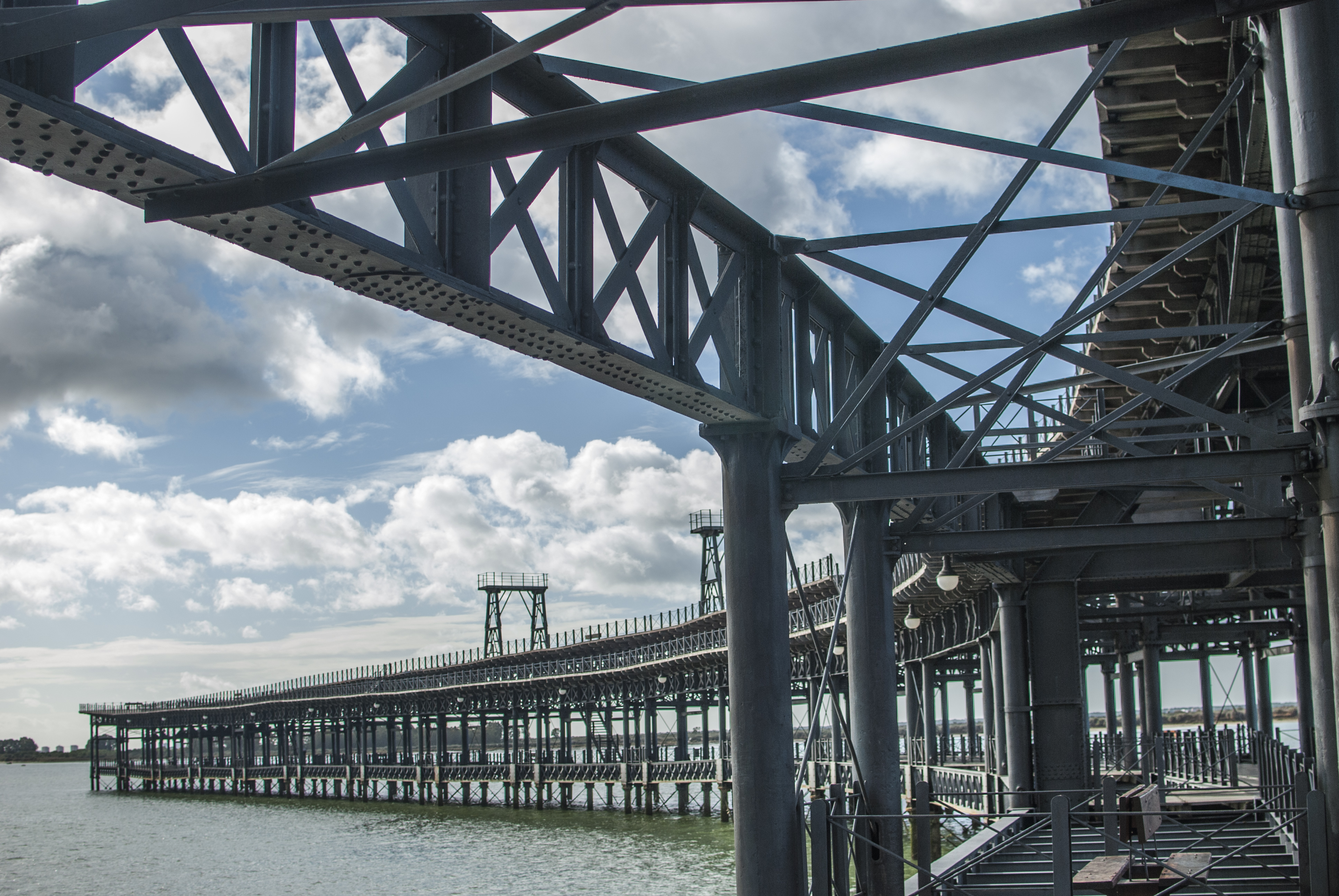
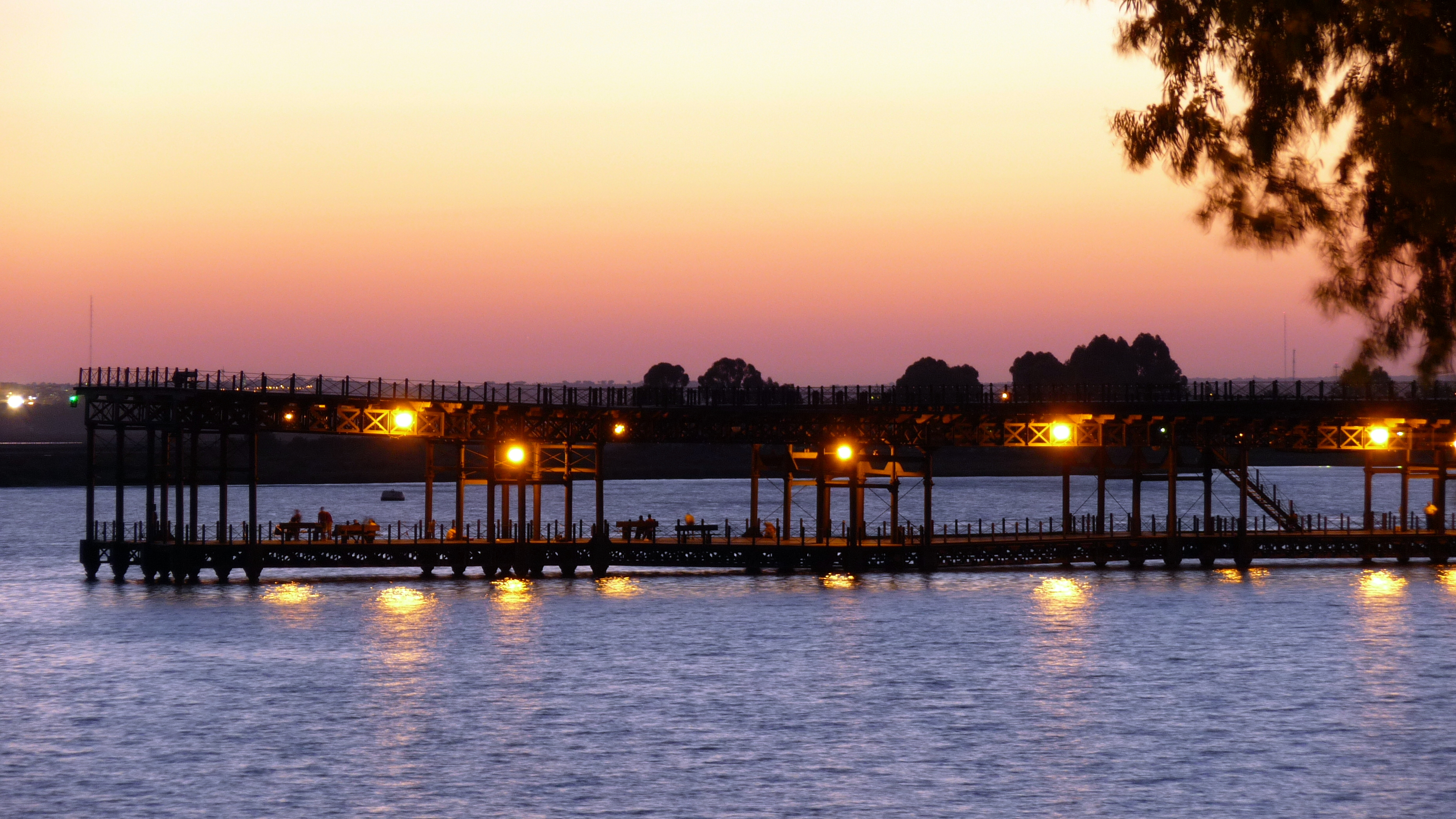
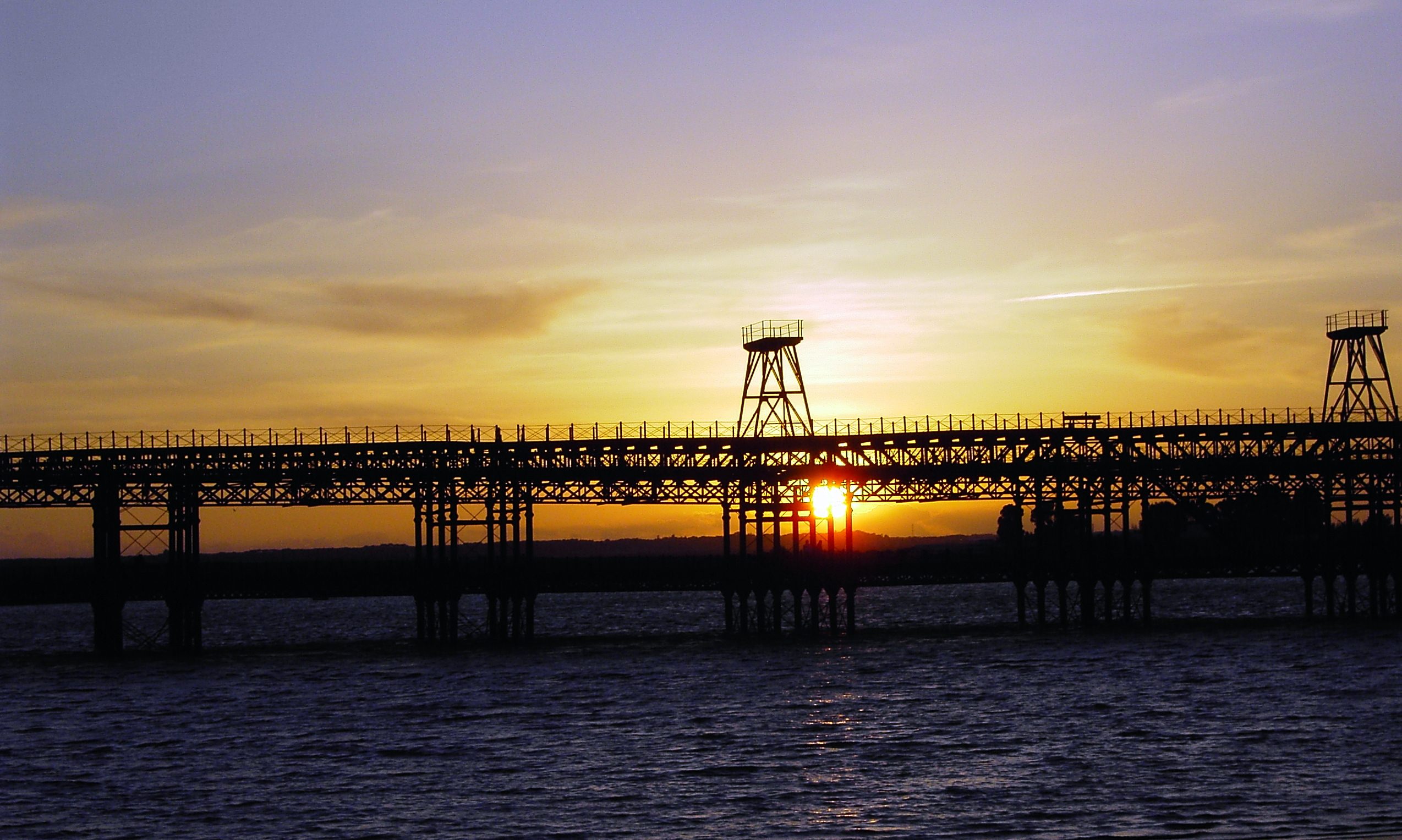